# Serie (Briefmarke)

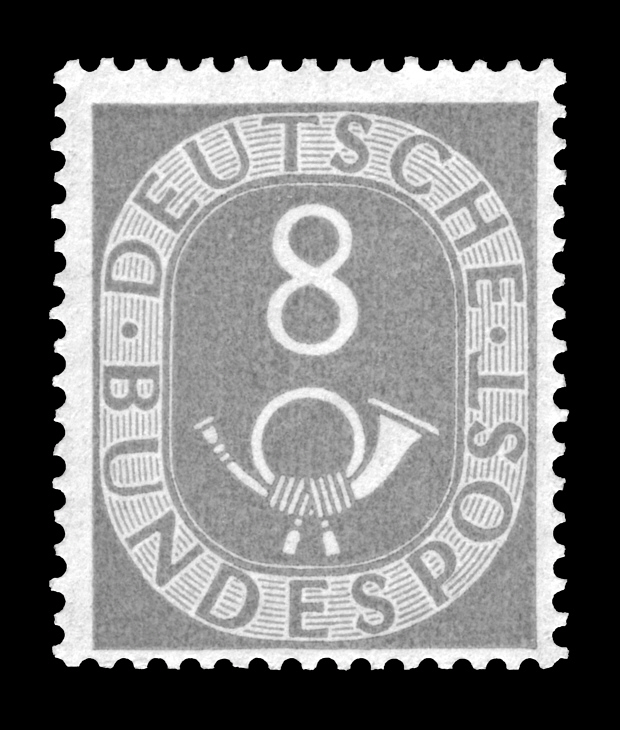
8-Pfennig-Posthorn

Eine Briefmarkenserie, kurz Serie bzw. Satz genannt, besteht aus mehreren von einer Postverwaltung verausgabten Postwertzeichen, die sich auf ein Thema beziehen. Oft haben alle Briefmarken einen unterschiedlichen Wert. Man spricht von einer Briefmarkenserie sowohl meist bei gleichzeitig erscheinenden sogenannten Sondermarken als auch bei zum Teil über Jahre in mehreren Ausgaben erscheinenden sogenannten Dauermarken. Entsprechend werden die Dauermarken länger verwendet und sind bekannter, so zum Beispiel der deutsche Posthornsatz, welcher zwischen 1951 und 1954 gültig war und bei Sammlern bis heute ein interessantes Objekt ist. Der Posthornsatz in postfrischer Erhaltung galt zeitweise in der Philatelie mit derzeit rund 2000 € Katalogwert als teuerster Briefmarkensatz im Bereich der Bundespost.

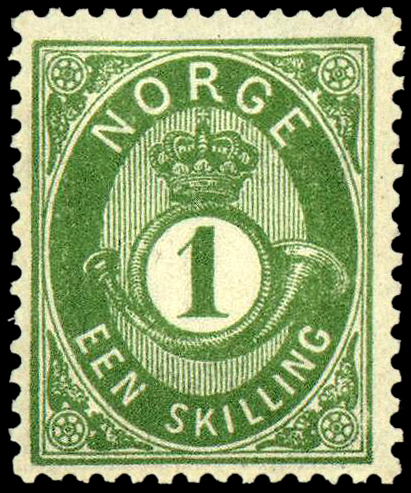
Briefmarkenserie mit Posthorn aus Norwegen

Keine Serie sind die Einzelausgaben von Briefmarken, die lediglich zu einem Portowert erscheinen.
Während die Abgrenzung zwischen Dauermarke und Freimarke nicht immer zweifelsfrei bestimmt werden kann, gibt es für die Serie oft klarere Merkmale, wobei Ausnahmen möglich sind:
1. Es gibt ein Thema.
2. Alle Briefmarken haben dieselbe Größe und dasselbe Format, dasselbe Papier und weitere einheitliche Merkmale, unterschiedlich hingegen ist der Aufdruck (Farbe, Wert).
3. Die Gestaltung entstammt einem Künstler.
4. Erscheinungstermin ist entweder

- mehrere, zum Teil über Jahre auseinanderliegende Tage (Dauermarken)

Das Motiv ist eher einfach gehalten, oft werden nur ein oder zwei Druckfarben verwendet (zumeist Tiefdruckverfahren)
- ein bestimmter Tag (Sondermarken)

Das Markenmotiv ist aufwendig gestaltet und erscheint zumeist im Offset-Vierfarb-Druck; für wohltätige Zwecke (Wohlfahrtsmarke) wird ein Zuschlag erhoben (Zuschlagmarke), der nicht auf das Porto angerechnet werden kann
Briefmarkenserien als Sondermarken sind zumeist jährlich wiederkehrende Serien. Serien sind beispielsweise „Tag der Briefmarke“ (Deutschland, Österreich), „Pro Patria“ und „Pro Juventute“ (Schweiz) beziehungsweise „Für die Jugend“, „Für den Sport“ (Deutschland) und auch „Europa“.